# Puromycyna
Puromycyna (łac. purus – czysty; gr. mýkes – grzyb) – antybiotyk otrzymywany z glebowego promieniowca Streptomyces alboniger. Jest inhibitorem translacji.
Puromycyna zajmuje miejsce A w rybosomach, jako mimetyk aminoacylowanego końca aminoacylo-tRNA. Jest wiązana z rosnącym łańcuchem peptydowym, powodując terminację translacji.
Ma działania przeciwdrobnoustrojowe, przeciwtrypanosomalne i przeciwnowotworowe, ale jest także substancją rakotwórczą dla ludzi. Jest toksyczna zarówno dla prokariotów (dla bakterii Gram-dodatnich), jak i eukariontów. Wykazuje szereg działań szkodliwych dla zdrowia, np. uszkodzenie nerek, albuminurię, bradykardię i hipercholesterolemię. Jest wykorzystywana jako antybiotyk w hodowlach komórkowych. 